# Amphilochios Makris
Sint Amphilochios Makris (Grieks: Αμφιλόχιος Μακρής) (Patmos, 13 december 1889 – aldaar, 16 april 1970) was een Grieks orthodox hiëromonnik, missionaris en leraar. Hij stond onder de Grieken bekend om zijn wijsheid en ervaring als starets. Hij was tevens abt van het Johannietenklooster op Patmos.
Op 29 augustus 2018 werd hij door de heilige synode van het Oecumenisch patriarchaat van Constantinopel heilig verklaard. Zijn hoogfeest valt volgens de heiligenkalender op 16 april.

## Leven en werk
Sint Amphilochios werd in 1889 op Patmos geboren als Athanasios Makris in een groot, christelijk gezin.
Op zijn zeventiende levensjaar kreeg Makris toestemming van zijn ouders om in de leer te gaan in het Johannietenklooster. Daar aangekomen kreeg hij de naam Amphilochios. Zeven jaar later, in 1919, rondde hij zijn studie af en werd hij ingewijd bij het diaconaat. Kort daarna werd hij ingewijd als priester en ging hij aan de slag als biechtvader op Patmos en de andere Dodekanesos-eilanden, die inmiddels door de Italianen waren bezet. Zijn levensmotto was:
“Ik ben op de aarde gekomen om van iedereen te houden. Ik ben onverschillig ten opzichte van Turken, zwarte en blanke mensen. In ieders gezicht zie ik de personificatie van God, en voor hem ben ik bereid om mezelf volledig op te offeren.
Naast biechtvader zette Makris zich in tegen Italiaanse inmenging in de kerk. Hij wilde kostte wat kost de Orthodoxe kerk en Griekse identiteit behouden. In 1935 werd hij daarom aangesteld als abt van het Johannietenklooster. In het klooster zette hij een werkplaats op om kinderen zogezegd te leren breien, maar eigenlijk om ze Grieks te leren. In 1937 kregen de Italiaanse troepen hier lucht van, waarna Makris werd verbannen naar Athene. Vervolgens reisde hij twee jaar door het vasteland van Griekenland en vestigde zich uiteindelijk op Kreta.
In 1939 mocht Makris terugkeren naar Patmos. De rest van zijn leven zette hij zich in om de nonnen van Patmos te ondersteunen en een weeshuis op te richten. Ook zette hij enkele goede doelen op. Op Paasdag 1968 kreeg hij een voorteken van zijn naderende einde en spendeerde twee jaar om zichzelf en zijn spirituele kinderen voor te bereiden op zijn overlijden. Hij overleed uiteindelijk op 16 april 1970. Bij zijn opbaren in 1970 werd over Makris gezegd dat hij buitengewone schoonheid en rust uitstraalde.
- Gemeinsame Normdatei: 1196631808
- International Standard Name Identifier: 0000 0000 4090 8292
- Library of Congress Control Number: no2001024534
- Virtual International Authority File: 36563685
- WorldCat: E39PBJgtcrGwqMFwQWjRjbFYfq